# Звоны Софии
Звоны Софии (бел. Званы Сафіі) — международный фестиваль органной музыки, который проходит ежегодно в Полоцке (Белоруссия), начиная с 1996 года. Время проведения — конец октября — ноябрь. Организаторы форума — Отдел культуры Полоцкого горисполкома, органистка концертного зала Софийского собора Ксения Погорелая.

## История
- XV Международный фестиваль органной музыки «Званы Сафіі» (2010): исполнители Роман Перуцкий (Польша), Ольга Подгайская (Беларусь), Чеслав Грабовский (Польша) и Симфонический оркестр Национальной Государственной телерадиокомпании Республики Беларусь, Ксения Погорелая, Алексей Шут и Музыкальная капелла «Сонорус» (Беларусь), Раиль Садыков (Беларусь) и Камерный оркестр «Европа-центр», Наталья Райх (Австрия), Мария Макаренко (Россия), Фелициан Роска (Румыния).
- XIV Международный фестиваль органной музыки «Званы Сафіі» (2009): исполнители Ганс Христиан Хейн (Дания), Эрик Матц (Германия), Ксения Погорелая и камерный оркестр «Европа-Центр» (Беларусь), Людмила Голуб и Государственный струнный квартет им. М. И. Глинки (Россия), Игорь Оловников и Академический хор Национальной государственной телерадиокомпании Республики Беларусь, инструментальный ансамбль «Боэм» (Венесуэла).
- XIII Международный фестиваль органной музыки «Званы Сафіі» (2008): исполнители Екатерина Леонтьева (Россия-Германия), Юлия Тамминен (Финляндия), Петер Оверкерк (Нидерланды), Ксения Погорелая (Беларусь), музыкальная капелла «Сонорус», дирижёр — Алексей Шут (Беларусь).
- XII Международный фестиваль органной музыки «Званы Сафіі» (2007): исполнители Ганс Христиан Хейн (Дания), Эльжбетта Каролак (Польша), Альберт Визгерхоф (Нидерланды), Дариус Гайдукевич (Польша), Любовь Шишханова (Россия), Иоганн Труммер (Австрия), Ксения Погорелая и Государственный камерный оркестр Республики Беларусь, дирижёр — Пётр Вандиловский.
- XI Международный фестиваль органной музыки «Званы Сафіі» (2006): исполнители Роман Перуцкий (Польша), Лариса Булава (Латвия), Екатерина Мельникова (Россия), Иоахим Айххорн (Германия), Ирина Калиновская (Украина), Ксения Погорелая (Беларусь) и солисты Национального академического Большого театра оперы Республики Беларусь.
- X Международный фестиваль органной музыки «Званы Сафіі» (2005): исполнители Йоганн Труммер (Австрия), Александр Орлов, Александр Фисейский, Любовь Шишханова и Людмила Голуб (Россия), Константин Шаров, Ксения Погорелая и Владимир Невдах (Беларусь), Алан Саттон (Великобритания), скрипачи Вячеслав Зеленин и Алексей Богомолов (Беларусь), при участии Людмилы Кузнецовой — меццо-сопрано (Россия) и Татьяны Белоусовой — сопрано (Беларусь).
- IX Международный фестиваль органной музыки «Званы Сафіі» (2004): исполнители Людмила Голуб (Россия), Александр Исаков (Литва), Матиас Якоб (Германия), Владимир Кошуба (Украина), Ксения Погорелая (Беларусь), при участии Вахита Хызырова — тенор и Владислава Самойлова — альт (Россия), Александра Ветуха — труба (Россия).
- VIII Международный фестиваль органной музыки «Званы Сафіі» (2003): исполнители Йоганнес Гюнтер Кранер (Германия), Виргиния Сурвилайте (Литва), Кшиштоф Вилькус (Польша), Ксения Погорелая и Александр Мильто (Беларусь), Владимир Кошуба (Украина).
- VII Международный фестиваль органной музыки «Званы Сафіі» (2002): исполнители Магда Чайка (Польша), Владимир Невдах и Ксения Погорелая (Беларусь), Юрий Семёнов (Россия), Кирилл Шмидлин-Трабер (Швейцария), Кристоф Хаузер (Германия), Игорь Оловников и Минский камерный квартет (Беларусь).
- VI Международный фестиваль органной музыки «Званы Сафіі» (2001): исполнители Ёш ван Сон (Голландия), Даля Ятаутайте (Литва), Екатерина Кофанова, Константин Шаров, Ксения Погорелая (Беларусь), при участии Вячеслава Зеленина — скрипка (Беларусь), Алена Мюнье — виолончель (Франция).
- V Международный фестиваль органной музыки «Званы Сафіі» (2000): исполнители Иоахим Айххорн (Германия), Елена Бутузова и Екатерина Леонтьева (Россия), Владимир Невдах (Австрия), Ксения Погорелая (Беларусь), при участии Терезы Чарыевой — арфа (Беларусь) и Вадима Новикова — труба (Россия).
- IV Международный фестиваль органной музыки «Званы Сафіі» (1999): исполнители Олег Янченко (Россия), Ганс Кристоф Хаузер (Германия), Матиас Якоб (Германия), Манфред Тауш и Карин Тауш (Австрия), Ксения Погорелая (Беларусь), при участии Веры Чумаченко — сопрано и ведущего Святослава Бэлзы (Россия). Открывал фестиваль юбилейный концерт, посвящённый 60-летию народного артиста России Олега Янченко, ведущий — Святослав Бэлза.
- III Международный фестиваль органной музыки «Званы Сафii» (1998): исполнители Олег Янченко (Россия), Йоганн Труммер (Австрия), Кшиштоф Вилькус (Польша), Диана Энтене (Литва), Феликс Пахлатко (Швейцария), Ксения Погорелая (Беларусь). На открытии фестиваля прозвучала премьера Симфонии № 4 О. Янченко «Слово о полку Игоревом» в исполнении Государственного симфонического оркестра Беларуси, Государственной академической хоровой капеллы им. Г. Ширмы, вокального ансамбля «Камерата» и солистов Государственного академического Большого театра оперы Республики Беларусь. Дирижёр — Геннадий Проваторов. Ведущий концерта — Святослав Бэлза.
- II Международный фестиваль органной музыки «Званы Сафii» (1997): исполнители Евгения Лисицына (Латвия), Константин Шаров и Ксения Погорелая (Беларусь), Олег Янченко (Россия), Йоганес Гюнтер Кранер (Германия).
- I Международный фестиваль органной музыки «Званы Сафii» (1996): исполнители Йоганн Труммер (Австрия), Олег Янченко (Россия), Вероника Вебер-Геркен (Германия), Михаил Павалий (Россия), Ксения Погорелая (Беларусь), при участии Олега Оловникова — виолончель (Беларусь).